# Gabrijel Veočić
Gabrijel Veočić (Slavonski Brod, 1. lipnja 2001.) hrvatski je boksač poluteške kategorije. Trenira u BK Brod iz Slavonskog Broda.
Veočić je osvojio broncu na juniorskom Europskom prvenstvu u Kapošvaru 2016., srebro na Europskom juniorskom prvenstvu u Albeni 2017. i broncu na Europskom prvenstvu za mlade u Sofiji 2019.
Postao je seniorski prvak Hrvatske u srednjoj kategoriji 2021. i 2022. te je također osvojio zlatnu medalju u ovoj kategoriji na Europskom prvenstvu do 22 godine u Poreču 2022. Na Svjetskom prvenstvu 2021. u Beogradu izgubio je u četvrtfinalu od Yoenlija Hernándeza Martineza, a na Svjetskom prvenstvu 2023. u Taškentu također je izgubio u četvrtfinalu od Gasimagomeda Dzhalidova.
Postao je i prvak Hrvatske u poluteškoj kategoriji 2023. te osvojio srebrnu medalju u poluteškoj kategoriji na Europskim igrama u Krakovu nakon poraza od Oleksandra Čišnjaka u finalu. Prethodno je pobijedio Kristijana Nikolova, Andreia Arădoaiea, Stivena Aasa i Murada Allahverdiyeva.
Na Europskom prvenstvu 2024. u Beogradu pobijedio je Murada Allahverdiyeva, Gasimagomeda Jalidowa, Dmitrija Košcuga, Yojerlina Césara i Rastka Simića te postao europski prvak u poluteškoj kategoriji.